# Famille Perényi
 (octobre 2018).
Si vous disposez d'ouvrages ou d'articles de référence ou si vous connaissez des sites web de qualité traitant du thème abordé ici, merci de compléter l'article en donnant les références utiles à sa vérifiabilité et en les liant à la section « Notes et références ».
Perényi est le patronyme d'une ancienne famille de la noblesse hongroise.

## Origines
Le premier ancêtre de la famille est Orbán Dobos (comes Urbanus de Dobos en latin), décédé avant 1318 et cité sous André III de Hongrie en 1292. De lui sont issues les trois branches suivantes de la famille Perényi: la "branche palatine" (Nádori ág), celle "de Rihnó" (A rihnói ág) et la "branche baronnale" (Bárói ág).

## Membres notables

### Branche palatine
- Miklós I Perényi (fl. 1334), főispán de Sáros. Fils du fondateur de la famille. 
  - Péter Perényi († 1388), membre de l'entourage du roi Sigismond, il est nommé à la tête du domaine de Diósgyőr et des comitats de Újvár et Zemplén. Gouverneur (várnagy) de la forteresse de Regéc (1360). Il reçoit du roi pour ses services les domaines de Zolyvaszentmiklós, Munkács et Terebes.
    - Miklós III Perényi († 1396, bataille de Nicopolis), gouverneur du château de Diósgyőr à la suite de son père (1388), grand échanson du royaume de Hongrie (1387-1390), ban de Szörény (1390).
      - Miklós IV Perényi († 1428), grand écuyer (1420-1428), ispán de Máramaros (1418-1428), Trencsén, Nyitra (1425-1428) ainsi que du comitat de Bars. Fils du précédent.

    - Imre Perényi (hu) († 1418), secrétaire du roi Sigismond, diplomate, chancelier secret, ispán des comitats de Abaúj et Borsod.
      - István Perényi († 1437), maître de la table de Sigismond (1431-1437).
      - János III Perényi (hu) († 1458), főispán de Zemplén (1438-1440, 1452), grand échanson du Hongrie (1438, 1445-1458).
        - István IV Perényi (hu), főispán de Zemplén, maître de la table et grand échanson de Hongrie (1472-1478). Époux de Orsolya Újlaki, sœur du prince Lőrinc d'Újlak (en).
          - Imre Perényi († 1519), palatin de Hongrie (1504-1519). Époux de Dorottya Kanizsai dont les suivants:
            - Ferenc Perényi (hu) (1500-1526), prélat catholique, évêque de Nagyvárad.
            - Péter Perényi (hu) (1502-1548), garde de la Couronne (koronaőr), voïvode de Transylvanie (1526-1529).
              - Gábor Perényi (hu) (1532-1567), főispán de Abaúj, grand-capitaine de Haute-Hongrie, juge suprême du Royaume de Hongrie (1554-1557, 1563), partisan de la Réforme.
              - Miklós Perényi, évêque de Vác.

### Branche de Rihnó
- Miklós Perényi (fl. 1316-1358), fondateur de cette branche. Il combat aux côtés du roi Charles Robert, notamment contre l'oligarque Máté Csák et participe également à la campagne contre le roi de Serbie Stefan Uroš II Milutin. Il reçoit du roi le domaine de Kabalafölde confisqué aux fils de Amadé Aba. Il est cité en 1323 comme le vice-juge (vicejudex) du palatin de Hongrie Fülöp Drugeth (hu) puis comme vice-palatin de Hongrie et alispán. Fondateur du monastère Augustin de Harapkó dans les années 1330 puis de celui de Szentkereszt en 1340.
- Miklós Perényi († 1444, bataille de Varna), maître de la table du roi, capitaine en 1440 du château de Késmárk et de Szepesség.
- Miklós Perényi dit Rihnói, magistrat, membre de la Cour royale (1411), homme de confiance du roi Sigismond, Grand écuyer de Hongrie (1417-1420).

### Branche baronnale
- Péter Perényi (en) († vers 1423), comte des Sicules (1397-1401), bán de Macsó (1397, 1400-1401), főispán de différents comitats, gouverneur de la forteresse de Golubac et juge suprême du Royaume de Hongrie (1415-1423). Père du suivant.
  - János Perényi le jeune (né vers 1402 - † vers 1452), főispán de Máramaros (1430-33), Ugocsa et Szepes. Il participe aux côtés du roi à la campagne transylvaine et valaque (1427) en soutien au prince Dan II de Valachie. Il reçoit du roi le domaine de Migléc. Père du suivant.
    - János Perényi de Kisperény († 1493), Maître des portes de la Cour de la reine Béatrice, diplomate du roi Matthias. Père du suivant.
      - Gábor Perényi (hu) († Bataille de Mohács (1526)), főispán d'Ugocsa, grand-chambellan du roi (1505). Époux de Orsolya Báthory, sœur du palatin István VII Báthory (en), puis de Katalin (hu) Frangepán, connue comme mécène.
- István Perényi († 1521-24), chambellan royal (1510), maître de la table du roi (1520). Époux de Isota  Frangepán sœur du ban Kristóf Frangepán (en). Il reçoit pour services rendus avec son frère les domaines de Kewlche, Estwandy, Mylotha, Cheke, Cheche, Kewmerew, Filesd, Chegen, Zekeres et Korod.
  - Mihály Perényi († 1557), grand échanson du roi Ferdinand, főispán de Zemplén. Tué au combat à Munkács. Fils du précédent et frère du suivant.
  - Ferenc Perényi († 1562), maître du trésor, conseiller favori de la reine Isabelle. Il passe à la religion réformée et devient un partisan de Jean Sigismond. Les troupes impériales assiègent et occupent en 1557 sa forteresse de Nagyszőlő et lui et sa famille sont capturés et leurs biens confisqués.
- György Perényi(1580-1638), 1er baron Perényi, főispán des comitats de Zemplén et Abaúj.
- baron Farkas Perényi, partisan de la guerre d'Indépendance de Rákóczi (1703-1711), il fut capitaine de Bercsényi puis colonel.
- baron Imre Perényi (hu) (1746-1823), docteur en philosophie, chanoine et grand-prévôt d'Esztergom.
- baron Miklós Perényi (1659-1711), général (brigadéros) kuruc.
- baron János Perényi (1757-1825), capitaine, chambellan royal à la clef d'or, administrateur du comitat de Nyitra.
- baron Lázár Perényi(1769-1827), chambellan à la clef d'or, véritable conseiller secret, conseiller du Conseil de Lieutenance (Helytartótanács) (1825-1827), vice-trésorier du roi, secrétaire (1798), conseiller (1800) puis (1825) vice-président de la Chambre royale (Udvari Kamara ou Hofkammer). Administrateur du comitat de Máramaros, főispán de Torna (1821).
- baron György Perényi (1773-1842), conseiller de la Chancellerie hongroise (Magyar Udvari Kancellária).
- baron Zsigmond Perényi (1783-1849), főispán, membre et porte-parole de la Chambre des magnats.
- baron Zsigmond Perényi (hu) (1870-1946), főispán de Máramaros (1903-1913), ministre de l'Intérieur du gouvernement Friedrich (1919).
- baron Péter Perényi (hu) (1839-1896), parlementaire.
- baron Péter Perényi (1876-1957), főispán de Ugocsa. Fils du précédent.
- baron Bertalan Perényi (1803-1877), chambellan KuK à la clef d'or (aranykulcsos).

### Autres membres
- Eszter Perényi (en) (1943°), violoniste, artiste émérite hongroise.
- Miklós Perényi (1948°), violoncelliste, professeur à l'Académie Franz Liszt.

## Liens, sources
- Iván Nagy: Magyarország családai, Budapest